# Sovia
Sovia là một chi bướm ngày thuộc họ Bướm nâu.